# 丽花独报春
丽花独报春（学名：Omphalogramma elegans）为报春花科独花报春属下的一个种。